# Małgorzata Kubiak
Małgorzata Siewruk, coniugata Kubiak (Lublino, 5 giugno 1959), è un'ex cestista polacca.

## Carriera
Con la Polonia ha disputato i Campionati europei del 1987.